# Krsto Popović
Krsto Popović (en cyrillique : Крсто Поповић), né le 13 septembre 1881 et mort le 14 mars 1947, était un militaire monténégrin, chef militaire du mouvement séparatiste des « Verts », en lutte contre l'intégration du Monténégro au royaume de Yougoslavie.

## Biographie
Capitaine dans l'armée du royaume du Monténégro, Krsto Popović combat durant les guerres balkaniques de 1912-1913, puis durant la Première Guerre mondiale. Il est fait prisonnier en 1916 par l'armée austro-hongroise. Revenu au pays après deux ans de captivité, il rejoint la mouvance des « Verts » qui s'opposent au renversement de la dynastie Petrović-Njegoš et à l'intégration du Monténégro, annexé par le royaume de Serbie, à la Yougoslavie nouvellement formée. En janvier 1919, il prend la tête du « soulèvement de noël » contre le nouveau régime mais, après l'échec de cette insurrection puis d'une autre tentative la même année, il est contraint à l'exil. Chef théorique des forces armées monténégrines en exil, il reçoit le grade de général. En 1929, il demande le pardon du roi Alexandre Ier et obtient de pouvoir revenir en Yougoslavie, où une pension militaire lui est accordée.
Popović sort de sa retraite durant la Seconde Guerre mondiale, alors que la Yougoslavie est envahie et démembrée par l'Allemagne et ses alliés. Il est alors en désaccord avec Sekula Drljević, chef politique du mouvement, qui veut proclamer l'indépendance du Monténégro avec le soutien de l'Italie : Popović et son entourage se montrent plutôt partisans d'un maintien de la Yougoslavie sous la forme d'une fédération où le Monténégro jouirait d'une large autonomie, et s'opposent à l'annexion par l'Italie de plusieurs régions monténégrines comme les bouches de Kotor.
Après le double soulèvement des Tchetniks et des Partisans monténégrins, Drljević est évincé et les Italiens prennent le parti de faire du Monténégro un simple gouvernorat militaire et non un État indépendant. Le gouverneur italien Alessandro Pirzio Biroli, qui a conclu un accord avec les Tchetniks, s'appuie également sur la milice des Verts. Popović, qui a environ 1 500 hommes sous ses ordres, reçoit la responsabilité officielle des régions de Cetinje et de Bar. Les « forces nationalistes » - Verts et Tchetniks - sont théoriquement placées sous l'autorité du général Blažo Đukanović, mais continuent dans les faits d'opérer séparément. Sous le commandement de Krsto Popović, la milice des Verts, appelée la Brigade de Lovćen, participe à des opérations de maintien de l'ordre et de répression aux côtés des Italiens. 
Après la capitulation des Italiens, Popović collabore avec les nouveaux occupants allemands. Il refuse par contre d'unir ses forces à celles des Tchetniks. Lors du retrait allemand, les Verts sont évacués avec eux. Alors que les communistes prennent le pouvoir Krsto Popović lui-même rentre dans la clandestinité, afin de mener une résistance contre le nouveau régime. Il est tué en 1947 par les communistes lors d'une embuscade. 